# Теория экономического развития (книга)
Теория экономического развития (нем. Theorie der wirtschaftlichen Entwicklung, 1911) — книга австрийского экономиста Й. Шумпетера. В 1926 вышло второе, переработанное издание; в 1934 г. книга была переведена на английский язык.

## Содержание
Книга включает Предисловие и шесть глав.
1. Хозяйственный кругооборот в его обусловленности существующими отношениями.
2. Основной феномен экономического развития.
3. Кредит и капитал.
4. Предпринимательская прибыль или прибавочная стоимость.
5. Процент на капитал.
6. Цикл конъюнктуры.

## Основные идеи
Согласно Й. Шумпетеру именно предприниматель является движущей силой экономического развития. Благодаря его организаторским способностям, интуиции, способности к риску экономика получает стимул к совершенствованию.
Предприниматель обычно сталкивается в процессе своей деятельности с противодействием внешней среды. Чтобы преодолеть это сопротивление, предприниматель применяет новшества. Именно инновационный процесс в конечном итоге, по Й. Шумпетеру, и определяет степень прогресса экономической системы.
В своей книге австрийский учёный касается многих проблем, косвенно связанных с его концепцией предпринимательства. Например, он считает, что блага находятся в самых разнообразных отношениях между собой, в одних случаях дополняя, в других — заменяя друг друга. При этом и их ценности взаимосвязаны. Они не являются самостоятельными величинами, а образуют систему ценностей.
Одним из результатов работы Й. Шумпетера стало то что, в экономической теории предпринимательство стали рассматривать как четвёртый фактор производства. Таким образом, трёхфакторная модель Ж.-Б.Сэя была исправлена австрийским экономистом. С этого же времени прибыль стала рассматриваться как доход предпринимателя, в трёхфакторной же модели прибыль приписывалась капиталу.

## Перевод на русский язык
Впервые на русском языке книга вышла в 1982 г. в московском издательстве «Прогресс».
- Й. Шумпетер Теория экономического развития. М. — «Эксмо», 2007.